# 朝美村
朝美村（あさみむら）は愛媛県温泉郡にあった村である。

## 沿革
- 1889年12月15日 - 町村制施行により旧温泉郡衣山村、沢村、辻村、味酒村の一部、南江戸村が合併し温泉郡朝美村として発足。村名は、朝日八幡神社の「朝」と阿沼美神社の「美」を合わせたものである[1]。
- 1908年4月1日 - 大字味酒、大字南江戸の一部が松山市に編入される[2]。
- 1926年2月11日 - 素鵞村、雄群村、御幸村とともに松山市へ編入され消滅[2]。

## 地理

### 河川
- 宮前川

### 山岳
- 大峰ヶ台

## 村政
村役場は現在の松山市農業協同組合朝美支所の購買部のところにあった。

## 教育
- 朝日尋常小学校

## 経済

### 産業
農業
『大日本篤農家名鑑』によれば、朝美村の篤農家は「栗林卯三郎、野原萬里」などがいた。
工業
1893年に仲田伝之𨱛包利らが松山紡績株式会社を設立し、朝美村に工場を建設。経営難のため1911年に鐘淵紡績の傘下に入ったが、1918年に倉敷紡績松山工場として再出発を図った。

## 交通

### 鉄道路線
- 松山電気軌道[5]
江戸谷停留場 - 知新園前停留場 - 衣山停留場 - 六軒屋停留場
- 松山駅（鉄道省讃予線）は松山市への編入直後の1927年に開業した[6]。

## 名所・旧跡・観光スポット・祭事・催事
- 阿沼美神社
- 朝日八幡神社
- 山内神社
- 大宝寺
- 知新園 - 松山電気軌道が開設した遊園地

## 出身・ゆかりのある人物
- 森肇（衆議院議員、弁護士） - 松山市柳井町生まれで、原籍は朝美村[7]。
- 御木徳一（宗教家） - 朝美村安城寺住職。のちにひとのみち教団を創設する[8]。
- 藤田類太郎（海軍中将）